# 동족포식

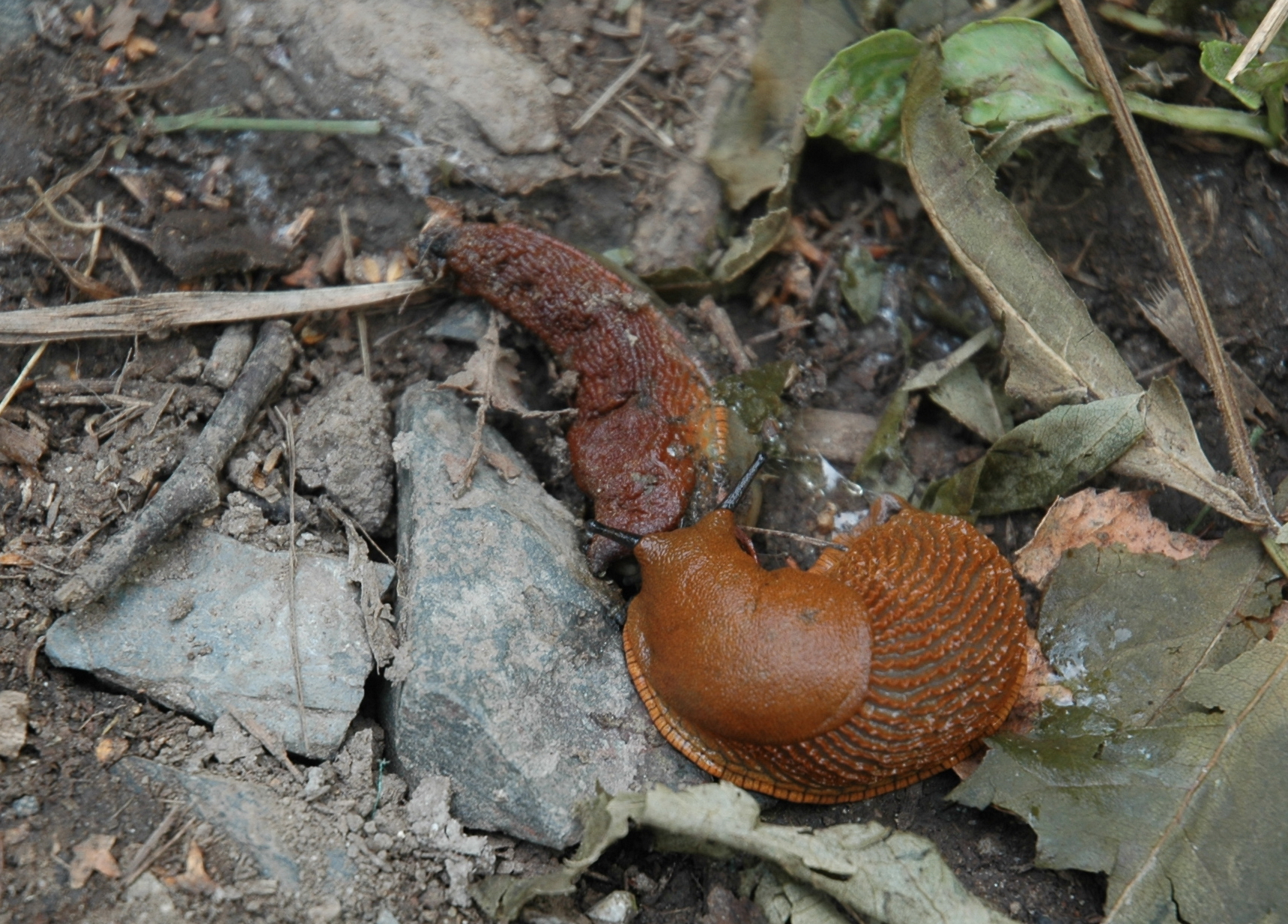
같은 종의 죽은 개체를 잡아먹는 민달팽이(Arion vulgaris)

동족포식(同族捕食) 또는 카니발리즘(영어: cannibalism)은 어떤 개체가 자신과 같은 종의 다른 개체를 섭취하는 것을 말한다. 동족포식은 동물계에서 흔히 볼 수 있는 생태학적 현상이며, 1,500종 이상의 종에서 동족포식의 사례가 기록되어 있다. 사람이 동족포식을 하는 것을 특히 식인이라 일컫는데, 인류사의 고대부터 현대에 이르기까지 다양한 식인 풍습의 기록이 있다.
동족포식의 비율은 영양이 부족한 환경에서 개체가 추가 식량원으로 같은 종의 구성원을 찾게 되면서 증가하는 경향이 있다. 이를 통해 개체 수가 조절되어 잠재적 경쟁이 감소함에 따라 식량, 은신처, 영역과 같은 자원이 더 쉽게 이용 가능하게 된다. 이것은 개체에게는 이롭지만 전체 개체군의 예상 생존율이 감소하며 특히 친척을 먹을 리스크가 증가하는 것으로 나타났다. 다른 부정적인 영향으로는 숙주와의 조우율이 증가함에 따라 병원체 전염 위험이 증가하는 것이 있다. 다만 동족포식은 한때 믿어진 것처럼 극심한 식량 부족이나 인공적/비자연적 조건의 결과로만 발생하는 것이 아니라 다양한 종에서 자연 조건에서도 발생할 수 있다.
생태계 수준에서 동족포식은 수생 환경에서 가장 흔하며, 물고기의 동족포식율은 최대 0.3%이다. 동족포식 행동은 육식 동물에만 국한되지 않으며, 초식 동물과 쇄설식 동물(detritivore)에서도 발견된다. 성적 동족포식(sexual cannibalism)은 교미 전, 도중, 또는 이후에 주로 암컷 개체가 수컷을 먹는 것을 이른다. 다른 형태의 동족포식에는 성숙한 개체가 어린 동종 개체를 잡아먹는 크기구조화된 동족포식(size-structured cannibalism)과 자궁내 동족포식(intrauterine cannibalism)이 있다. 행동적, 생리적 및 형태적 적응은 개별 종의 동족포식율을 감소하는 방향으로 진화했을 것이다.

## 같이 보기
- 식인
- 식인동물